# یوسف حمید
یوسف حمید (انگلیسی: Yusuf Hamied؛ زادهٔ ۱۹۳۶ (۸۸–۸۹ سال)) شیمی‌دان، کارآفرین، بازرگان و مدیر ارشد اجرایی هندی زاده لیتوانی است، که به‌عنوان مدیر عامل اجرایی شرکت داروسازی سیپلا فعالیت می‌کند.